# Eschbach-au-Val
Eschbach-au-Val é uma comuna francesa na região administrativa de Grande Leste, no departamento Alto Reno. Estende-se por uma área de 4,87 km². Em 2010 a comuna tinha 377 habitantes (densidade: 77,4 hab./km²).